# Apollo 4
La missione Apollo 4, nota anche come AS-501, fu il primo volo senza equipaggio del programma Apollo della NASA e il primo test del razzo Saturn V, il vettore che avrebbe successivamente permesso agli astronauti di raggiungere la Luna. Il veicolo spaziale venne assemblato nel Vehicle Assembly Building ed è stato il primo ad essere lanciato dal complesso di lancio 39 del Kennedy Space Center (KSC) in Florida, dove erano state approntate le strutture dedicate appositamente per il Saturn V.
L'Apollo 4 è stato un test "all-up", il che significa che tutti gli stadi dei razzi e i veicoli spaziali erano completamente funzionanti. Fu la prima volta che il primo stadio S-IC e il secondo stadio S-II volavano. La missione permise anche di dimostrare il funzionamento dl primo riavvio in volo del terzo stadio S-IVB. La missione ha utilizzato un modulo di comando e servizio (CSM) del block I appositamente modificato per testare le diverse modifiche che verranno poi applicate al block II, incluso il suo scudo termico simulando la velocità e l'angolo di rientro come sarebbero stati di ritorno dalla Luna.
La data di lancio originale era prevista per la fine del 1966, ma è stata posticipata al 9 novembre 1967, a causa di moltissimi problemi con vari elementi del veicolo spaziale e difficoltà durante i test pre-volo. Ai ritardi contribuì anche la necessità di procedere con ulteriori ispezioni in seguito all'incendio dell'Apollo 1 in cui perì il primo equipaggio Apollo nel gennaio 1967.
La missione terminò con l'ammaraggio del modulo di comando nell'Oceano Pacifico poco meno di nove ore dopo il lancio e dopo aver raggiunto tutti gli obiettivi preposti. La NASA ritenne la missione un completo successo, poiché aveva dimostrato che il Saturn V funzionava, il che fu un passo importante verso il raggiungimento dell'obiettivo principale, ovvero far atterrare gli astronauti sulla Luna e riportarli in salvo prima della fine degli anni 1960.

## Contesto
Nel 1961, il presidente degli Stati Uniti John Kennedy annunciò l'obiettivo che la sua nazione riuscisse a far arrivare un astronauta sulla Luna, e farlo rientrare in sicurezza, entro la fine del decennio. Una delle prime scelte che si resero necessarie per poter raggiungere un tale ambizioso traguardo che è stato necessario fare per raggiungere fu quella relativa al razzo vettore da utilizzarsi. Dopo attente valutazione, la NASA scelse il razzo Saturno C-5, un sistema di lancio a tre stadi basato su razzi già in fase di sviluppo. La formale approvazione giunse nel 1962 e con ciò la programmazione di un primo volo di prova da realizzarsi nel 1965 a cui sarebbe seguito il primo con equipaggio umano a bordo nel 1967, lasciando tutto il tempo perché si potesse raggiungere l'obiettivo fissato da Kennedy. All'inizio del 1963, la NASA ribattezzò il C-5 Saturno V.
Dopo un ampio dibattito tenutosi all'interno della NASA, alla fine del 1962 fu deciso che le missioni lunari si sarebbero svolte secondo la modalità di "Lunar orbit rendezvous" che prevedeva che l'intera navicella spaziale Apollo sarebbe stata spinta verso l'orbita lunare dal terzo stadio del razzo, l'S-IVB. Una volta in orbita lunare, gli astronauti selezionati per l'allunaggio sarebbero entrati in quello che allora era noto come "modulo di escursione lunare", che si sarebbe separato dal resto del veicolo spaziale per scendere sulla superficie lunare; infine, dopo essere decollati dalla Luna ed essersi congiunti con il resto della navicella rimasto in orbita, il modulo di discesa sarebbe stato abbandonato e l'intero equipaggio avrebbe intrapreso il viaggio di ritorno verso la Terra con il veicolo rimanente. Siccome le rampe di lancio già esistenti o in fase di sviluppo non sarebbero state in grado di servire l'enorme razzo che si stava progettando, nel 1962 la NASA annunciò i piani per un nuovo complesso di lancio da realizzarsi costa della Florida. Le nuove infrastrutture vennero, inizialmente, soprannominate Launch Operations Center ma, dopo l'assassinio di Kennedy accaduto nel novembre 1963, venne ribattezzato John F. Kennedy Space Center (KSC). L'Apollo 4 fu il primo volo decollato dal KSC e il primo a utilizzare il Launch Complex 39 (LC-39), costruito per ospitare il Saturno V.
I primi tre voli che trasportavano hardware del programma Apollo furono tutte lanciate utilizzando Saturno IB, un razzo vettore più piccolo che non necessitava delle strutture del KSC, ma i test e la risoluzione dei problemi riscontrati in questi voli sarebbero poi stati utili anche per il Saturno V. Sia il Saturno IB che il Saturno V usavano uno stadio S-IVB, sebbene l'IB lo usava come secondo stadio finale, mentre era il terzo sul Saturno V. Pertanto, molte delle qualifiche di volo per il carico utile che dovevano essere raggiunte per il Saturno V potevano essere ottenute senza dover ricorrere al dispendioso intero veicolo di lancio. Oltre a qualificare al volo le apparecchiature, era necessario dimostrare che i sistemi di terra del KSC fossero in grado di lanciare con successo un Saturno V prima di mettere a rischio la vita degli astronauti.
Tre lanci di Saturno IB (AS-201, AS-202 e AS-203) ebbero luogo nel 1966; tutti si conclusero con successo. Secondo Charles Benson e William Flaherty nella loro storia di KSC, "I lanci Apollo-Saturn IB del 1966 hanno rappresentato importanti traguardi di addestramento per il team di lancio della NASA. Alcune strutture come le rampe di lancio e l'Operations and Checkout Building si sono rivelati carenti. Nei 20 mesi tra AS-201 e l'Apollo 4, i tecnici riuscirono a correggere i principali problemi di automazione. Senza questi tentativi ed errori l'Apollo 4, il lancio più difficile nella storia dell'Apollo, sarebbe stato molto più difficile".

## Missione

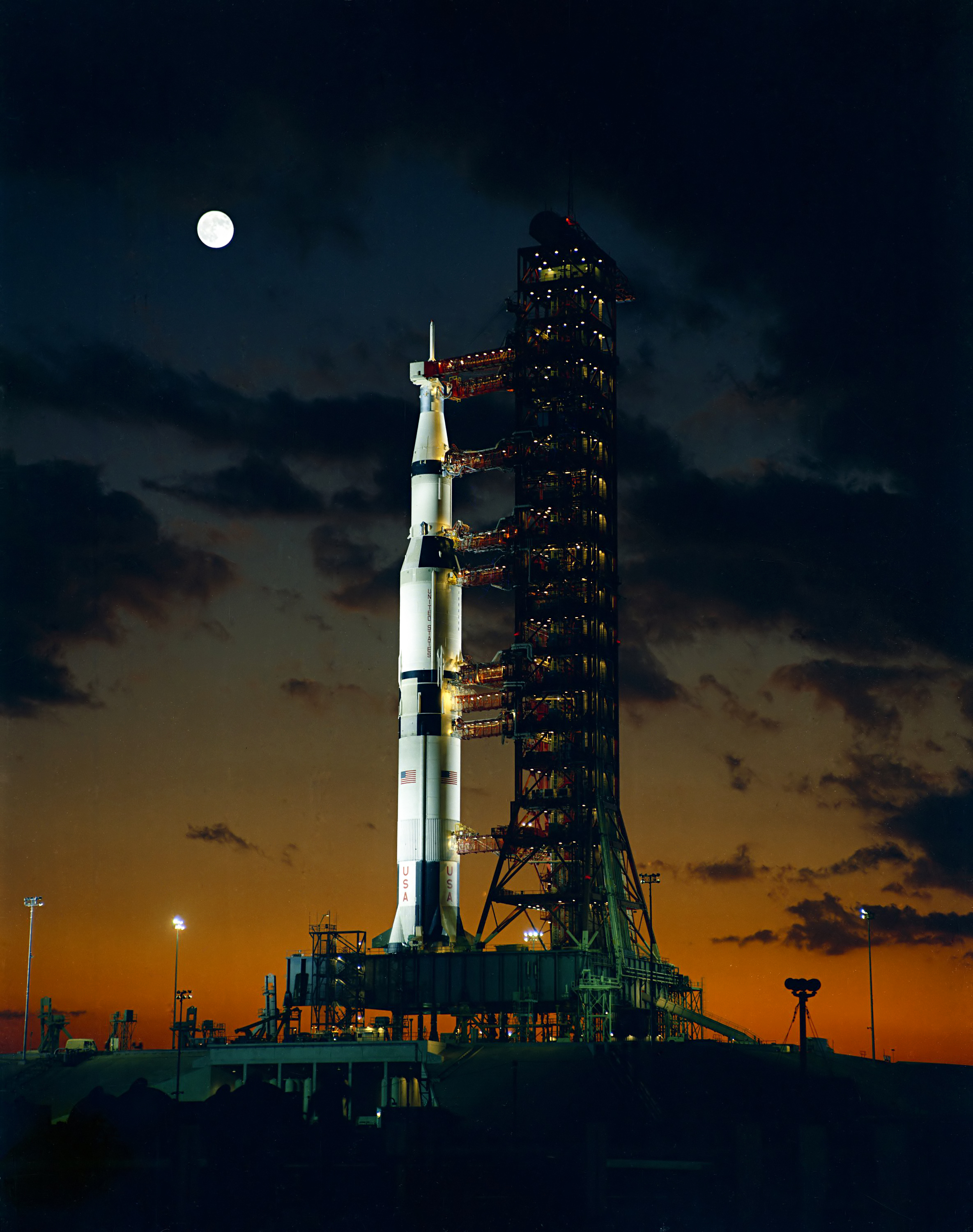
L'Apollo 4 prima del lancio.

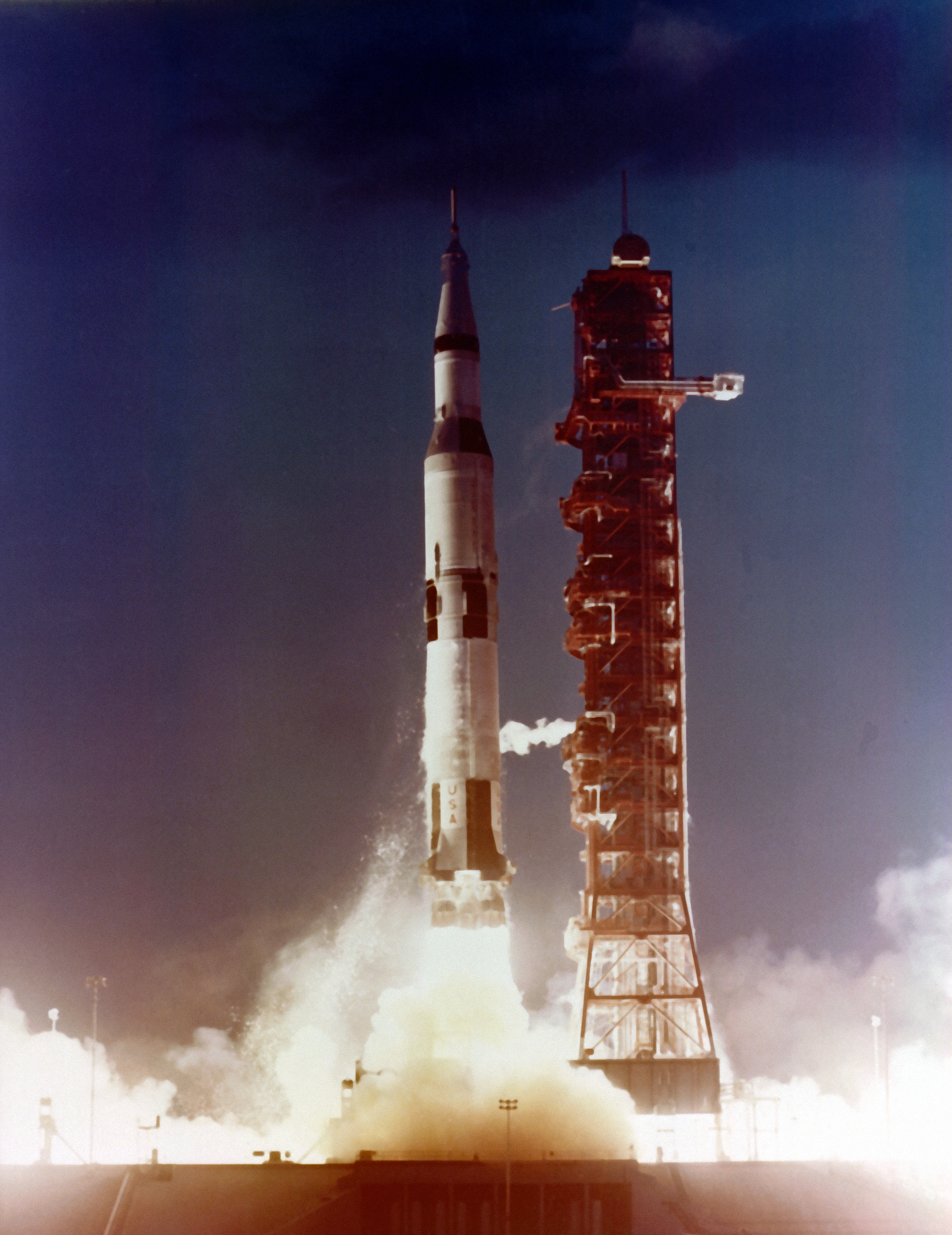
Il lancio.

Il lancio avvenne il 9 novembre 1967 e fu il primo test di lancio per il Saturn V, il più grande vettore mai costruito. La missione Apollo 4 fu anche la prima a partire dal Launch Complex 39 del John F. Kennedy Space Center (la rampa 39 fu costruita apposta per i Saturn V). Inoltre fu la prima volta che la navicella Apollo tentò un rientro in atmosfera con una velocità simile a quella che avrebbe avuto se fosse tornata dalla Luna. Data l'importanza di tutti questi test, a bordo del razzo e della navicella c'erano ben 4098 strumenti e sensori che raccolsero dati importanti per le future missioni Apollo.
Si trattò del primo volo in cui venne messa alla prova la dottrina di test all-up (tutto insieme): nel 1963, al fine di ridurre il numero di voli di test necessari per dichiarare il Saturn V idoneo al volo con equipaggio, venne deciso che anziché testare ogni singolo componente o stadio separatamente, l'intero razzo sarebbe stato testato nello stesso volo (al contrario della pratica utilizzata da Wernher von Braun in Germania per le V2 nel corso della II Guerra Mondiale).
Tagliare il numero di questi voli era fondamentale per realizzare l'obiettivo dato da Kennedy di allunare entro la fine del decennio; ovviamente significava anche che tutto doveva funzionare al primo colpo. Alla iniziale reazione negativa del management, seguì una riluttante accettazione poiché ogni altra strada avrebbe portato ad allungare i tempi del progetto ben oltre il 1970.
Il carico principale a bordo di questo volo era costituito dal CSM-017 e dall'LTA-10R. Il CSM-017 era un CSM della serie Block I con alcune delle migliorie studiate per il Block II (tra cui un nuovo scudo termico ed un nuovo boccaporto di accesso alla cabina). L'LTA-10R era un modulo studiato per simulare la stessa distribuzione di massa dovuta al LM. Un simile carico venne utilizzato in seguito nella missione Apollo 8 (una missione senza LM).
Dopo un periodo di preparazione e di test durata 2 mesi, il razzo fu finalmente pronto per il decollo. Al momento del decollo i cinque motori F-1 produssero un rumore fortissimo nei dintorni del Kennedy Space Center. Sebbene l'LC-39 fosse a quasi 4 miglia (quasi 6,5 km) dal Vehicle Assembly Building e dalle cabine stampa lì accanto, come misura di protezione da eventuali esplosioni, l'onda d'urto fu così forte che le cabine subirono dei danni: Walter Cronkite all'interno della cabina della CBS venne colpito da parti del soffitto (esiste ancora il filmato originale in cui cerca di commentare il decollo del razzo mentre tutto intorno a lui vibra e i detriti gli cadono addosso). Per i voli successivi la NASA costruì un sistema di soppressione del suono che pompava migliaia di litri di acqua nello spazio immediatamente sottostante il razzo (la flame trench); un sistema molto simile era in uso per i lanci dello Shuttle.
Il lancio fu perfetto e l'S-IVB con il suo carico furono posti su di un'orbita circolare di 185 km. Dopo due orbite, l'S-IVB venne riavviato per simulare una TLI di circa 5 minuti, ottenendo un'orbita ellittica con l'apogeo a 17.000 km.
Il CMS venne separato dall'S-IVB e il suo motore, l'SPS, acceso per innalzare l'apogeo fino a 18.000 km. Durante questa fase del volo, una macchina fotografica (70mm) riprese un totale di 715 immagini ad alta risoluzione della Terra, una ogni 10,6 s. Subito dopo aver passato l'apogeo, l'SPS venne riavviato una seconda volta per aumentare la velocità di rientro in atmosfera a 40.000 piedi/s e simulare così la velocità di rientro di una missione lunare.
Il rientro si svolse in maniera regolare, la temperatura nella cabina aumentò di soli 12 °C, e lo scudo termico funzionò perfettamente. La nave USS Bennington completò le operazioni di recupero in circa due ore: oltre alla capsula venne recuperato per la prima volta anche uno dei paracadute principali (per verificarne le condizioni). Tutti gli obiettivi della missione furono completati con successo: un altro passo avanti.

## Assemblaggio
Il lancio di AS-501 era originariamente previsto per la fine del 1966, ma venne posticipato da problemi di sviluppo degli stadi ad aprile 1967. Il primo pezzo ad arrivare al Kennedy Space Center fu l'S-IVB (Terzo stadio), il 14 agosto 1966. Costruito dalla Douglas Aircraft Company, era abbastanza piccolo da essere trasportato da un aereo appositamente costruito, la "Pregnant Guppy" costruita dai Spacelines Aero, Inc.
Gli altri stadi erano molto più grandi e dovettero essere trasportati via nave; il primo stadio arrivò dopo il 12 settembre costruito dalla Boeing Company a Michoud, Louisiana, giungendo lungo il Banana River. Il secondo stadio, costruito dalla North American Aviation, sperimentò il maggior ritardo di tutto lo sviluppo e non si riuscì ad effettuare la consegna entro il 1966.
Il CSM, anch'esso costruito dai North American Aviation, arrivò il 24 dicembre 1966, seguita dal S-II (Secondo stadio) il 21 gennaio 1967. Sei giorni dopo avvenne il fatale incendio della navicella spaziale Apollo 1, mettendo sotto revisione tutti i programmi in sviluppo.
Un'ispezione del cablaggio nel CSM individuò 1407 anomalie e a causa di questo venne rimosso dal vettore il 14 febbraio per la riparazione. Ancor peggio, si trovarono delle crepe nel S-II (Secondo stadio) nel serbatoio di idrogeno liquido. Queste furono riparate e il secondo stadio, revisionato, fu rimpiazzato il 23 febbraio. Le riparazioni sul CSM richiesero altri quattro mesi fino a quando non fu pronto per essere nuovamente collocato sul vettore il 20 giugno. Il 26 agosto, l'assemblaggio dell'Apollo 4 fu finalmente completato, pronto per essere lanciato.

## Lancio
Dopo numerosi test sul pad durati due mesi, il razzo fu pronto per il lancio. Si iniziò il carico del comburente (Ossigeno liquido) il 6 novembre. In totale c'erano 89 camion carichi di LOX (ossigeno liquido), 28 rimorchi carichi di propellente LH2 (idrogeno liquido), e 27 vagoni ferroviari di RP-1 (kerosene raffinato).

Una delle tante immagini della Terra scattate dall'Apollo 4 durante l'orbita.

Il lancio avvenne con successo alle 12:00 UTC del 9 novembre. Come precauzione da una possibile esplosione, le rampe di lancio LC-39 si trovavano a più di tre miglia dal Vehicle Assembly Building. Otto secondi prima del decollo, i cinque F-1 i motori vennero accesi e un enorme ruggito attraversò il Kennedy Space Center; inaspettatamente, la pressione sonora era molto più forte del previsto e tale da far vibrare la VAB, il Launch Control Center e gli edifici stampa. Pannelli del controsoffitto addirittura caddero intorno al giornalista Walter Cronkite durante le riprese televisive. Successivamente la NASA costruì un sistema di soppressione del suono che pompava migliaia di litri di acqua sul fuoco della "trincea" sotto il pad. Da misurazioni effettuate in seguito, entro un raggio di 800 metri la pressione sonora sarebbe risultata letale se una persona si fosse trovata li.
Il lancio pose l'S-IVB e il CSM in un'orbita quasi circolare di 100 miglia nautiche (190 km), un'orbita di parcheggio nominale che sarebbe stata utilizzata nelle reali missioni lunari. Dopo due orbite, l'S-IVB si riaccese per la prima volta, mettendo il veicolo spaziale in un'orbita ellittica con un apogeo di 9.297 miglia nautiche (17218 km) e un perigeo che lo avrebbe deliberatamente portato a 45,7 miglia nautiche (84,6 km) al di sotto dell'orizzonte terrestre: questo avrebbe assicurato sia un'alta velocità di rientro del Modulo di Comando, sia la distruzione dell'S-IVB nel rientro in atmosfera. Successivamente il CSM si separò dall'S-IVB e accese il suo motore per aumentare l'apogeo a 9.769 miglia nautiche (18092 km) e un perigeo di -40 miglia nautiche (-74 km). Dopo aver superato l'apogeo, il motore del CSM si accese nuovamente per 281 secondi per aumentare la velocità di rientro a 36.545 piedi al secondo (11.139 m / s) ad una quota di 400.000 piedi (120 km) e con un angolo di traiettoria di volo di -6,93 gradi, simulando un ritorno dalla Luna.
Il Modulo di Comando ammarò a circa 8,6 miglia nautiche (16 km) a nord-ovest del sito obiettivo di ammaraggio delle Isole Midway nel Pacifico settentrionale. La sua discesa era visibile dal ponte della USS Bennington, la nave di recupero primario.

## Le prime immagini scattate della Terra
Il Modulo di Comando conteneva un sistema automatico di fotocamera a pellicola 70 mm che scattò le prime fotografie di quasi tutta la Terra. Per un periodo di due ore e tredici minuti, per un totale di 755 immagini a colori. Le foto non erano di una risoluzione sufficiente per ottenere dettagliati dati scientifici.